# Aubin Eymeri

a Compétitions nationales et continentales officielles uniquement.

b Matchs officiels uniquement.
Dernière mise à jour le 20 avril 2022.
Aubin Eymeri, né le 21 mai 2002 à Grenoble, est un joueur de rugby à XV français. Il joue au poste de demi de mêlée au Montpellier HR depuis 2021.

## Biographie

### Jeunesse et formation
Aubin Eymeri commence le rugby à l'âge de cinq ans, à l'US Deux Ponts, le club de la ville de Pont-de-Claix à côté de Grenoble dans l'Isère. Puis, en 2014, il rejoint le FC Grenoble à treize ans où il fait toute sa formation jusqu'à la première année espoir. Il quitte ensuite le club isérois pour rejoindre le centre de formation de Montpellier qui le recrute pour la saison 2021-2022, dans l'espoir de pouvoir jouer au plus haut niveau,. Il s'y engage pour deux ans. Il dispute le début de saison avec les espoirs avant de rapidement basculer avec les séniors.

### Débuts professionnels à Montpellier (depuis 2021)
Dès son arrivée à Montpellier, Aubin Eymeri prend part à la préparation d’intersaison avec le groupe professionnel. Il profite des absences sur blessure de Benoît Paillaugue, Gela Aprasidze et Martin Doan pour être appelé chez les professionnels et apparaître pour la première fois sur la feuille de match lors des dixième et onzième journées de Top 14, sans pour autant jouer ses premières minutes au plus haut niveau. Il joue son premier match professionnel lors de la douzième journée de championnat, face à l'USAP, quand il entre en jeu pour les quinze dernières minutes de la rencontre, à la place de Cobus Reinach. Il inscrit par la même occasion le premier essai de sa carrière,. La semaine suivante, il joue également son premier match en Coupe d'Europe, contre Exeter, à l'occasion de la première journée de la compétition. 
À l'issue de la saison 2021-2022, il devient champion de France dès sa première saison après que son club s'impose 29-10 contre le Castres olympique en finale, bien qu'il ne participe pas à la finale. Au total Aubin Eymeri a joué sept matchs toutes compétitions confondues pour sa première année chez les professionnels.

### Carrière internationale
En décembre 2021, Aubin Eymeri est retenu parmi un groupe de 60 joueurs pour participer au stage de préparation au Tournoi des Six Nations des moins de 20 ans 2022, qui a lieu début janvier 2022. Il fait aussi partie des 45 joueurs sélectionnés pour le stage suivant, fin janvier 2022.
Il est remplaçant lors du match face à l'Irlande, mais n'entre pas en jeu,.

## Statistiques
Au 7 octobre 2022, Aubin Eymeri compte sept matchs joués toutes compétitions confondues avec Montpellier, et a inscrit un essai, soit cinq points.
| Saison    | Club           | Championnat | Championnat | Championnat | Coupe d'Europe  | Coupe d'Europe | Coupe d'Europe |
| Saison    | Club           | Compétition | Matchs      | Essais      | Compétition     | Matchs         | Essais         |
| --------- | -------------- | ----------- | ----------- | ----------- | --------------- | -------------- | -------------- |
| 2021-2022 | Montpellier HR | Top 14      | 4           | 1           | Coupe d'Europe  | 3              | -              |
| 2022-2023 | Montpellier HR | Top 14      | -           | -           | Champions Cup   | -              | -              |
| Total     | Total          | Top 14      | 4           | 1           | Coupes d'Europe | 3              | 0              |

## Palmarès
- Montpellier HR
  - Vainqueur du Championnat de France en 2022